# Paul Dobe
Paul Dobe (* 13. Oktober 1880 in Magdeburg; † 3. Dezember 1965 in Weimar) war ein deutscher Pflanzenfotograf, Maler und Zeichner.

## Leben und Werk
Dobe absolvierte in Magdeburg eine Lehre als Mechaniker und Technischer Zeichner. Danach besuchte er das Technikum Hildburghausen (Maschinentechniker). 1903 ging er nach Berlin, um an der Unterrichtsanstalt des Königlichen Kunstgewerbemuseums zu studieren. Vermutlich wusste er, dass dort Karl Blossfeld lehrte, der im Fach „Naturformenstudien“ die Fotografie als Hilfsmittel zur wissenschaftlichen Darstellung von Pflanzendetails praktizierte. Von dessen Ideen wurde Dobe später deutlich beeinflusst. Dobe begab sich jedoch noch 1903 nach München und studierte an der privaten Debschitz-Schule. Unter dem Einfluss von Hermann Obrist entdeckte Dobe dort mit Hilfe eines Mikroskops sein Lebensthema der „kleinen Blume“. „Sie wurde für ihn zu einem universalen Beispiel, anhand dessen sich die Prinzipien des Lebens veranschaulichen ließen. Bleistiftzeichnungen, Skizzen und Schattenrisse sind sein Handwerkszeug zur Darstellung der Pflanzenformen.“
Ab 1912 lebte Dobe in Weimar. Dort betrieb er eine private Kunst- und Zeichenschule. Von 1917 bis 1918 hielt er Vorträge an der Weimarer Hochschule für bildende Kunst. Von 1919 bis 1920 hatte er am Weimarer Bauhaus eine Vortragsreihe „Die Natur als Quelle der Kunst unter besonderer Berücksichtigung der Gewächse“, die jedoch wenig Interessenten fand. 1912 erschien im Voigtländer-Verlag Leipzig das Buch Volksflora. Eine Flora für das deutsche Volk, das als wissenschaftliche Illustration u. a. ein von Dobe gefertigtes Schattenbild der Wolligen Waldrebe enthielt. 1929 kam in der legendären Reihe Die Blauen Bücher des Verlags Langewiesche Dobes mit Photographien illustrierte Publikation Wilde Blumen der deutschen Flora heraus, die später mehrfach neu aufgelegt wurde. Der Verleger Karl Robert Langewiesche wurde ein langjähriger Freund Dobes.
Dobe war Anhänger der Heimatkunst- und Heimatschutzbewegung, die sich gegen die Industrialisierung und Technisierung des Alltags richtete. Er wendete sich gegen „kaltes Wissen“. Wissenschaftliches Vermögen müsse „Spiegel der Seele“ bleiben. Dobe war ein Schüler und Freund der Sprach- und Stimm-Therapeutin Clara Schlaffhorst und verkehrte in deren Umfeld. Für sie fertigte er eine Serie von Bildern, die sie als Unterstützung für die Lernenden einsetzte.
Dobes Pflanzenphotographien waren lange in Vergessenheit geraten, bis sie durch einen Zufallsfund des Kunsthistorikers Rainer Stamm an die Öffentlichkeit gelangten.
Nach Ende des Zweiten Weltkrieges lebte Dobe weiter in Weimar. 
Im Bestand der Photographischen Sammlung/SK Stiftung Kultur der Sparkasse KölnBonn befindet sich ein umfangreicher Bestand an Abzügen, Negativen, Dias, graphischen Motiven und weiteren Dokumenten Dobes. Zeichnungen befinden sich u. a. in den Staatlichen Kunstsammlungen des Landes Baden-Württemberg.

## Rezeption
„Was an Paul Dobes Aufnahmen besonders auffällt, ist die systematische Herangehensweise. In naturwissenschaftlich-dokumentarischer Manier umkreist er sein Thema: die heimische Pflanzenwelt, leitet Typen und Konstruktionsprinzipien ab und ist bei alldem auf der Suche nach einem zugrunde liegenden Formgesetz.“

## Pflanzenfotografien
- Mammutkiefer (1916; im Bestand SK Stiftung der Sparkasse KölnBonn)[6]
- Gemeiner Löwenzahn (1916; im Bestand SK Stiftung der Sparkasse KölnBonn)[7]
- Erle (1916; im Bestand SK Stiftung der Sparkasse KölnBonn)[7]

## Ausstellungen (unvollständig)

### Einzelausstellungen
- 1918 Hagen, Folkwang Museum
- 1919 Weimar, Großherzogliches Museum
- 1933, 1951, 1954 Stuttgart, Kunsthaus Schaller
- 1935 Weimar, Thüringer Ausstellungsverein bildender Künstler
- 1958 Weimar, Kunsthalle am Theaterplatz (Gemälde, Zeichnungen, Konstruktionen, Modelle, Naturalien)

### Gruppenausstellungen
- 1947: Erfurt, Thüringenhalle ("1. Landesausstellung Bildender Künstler Thüringens")[8]

- 1948: Weimar, Schloss („Künstler schaffen. 1945–1948“)